# Обердибах
Обердибах (нем. Oberdiebach) — община в Германии, в земле Рейнланд-Пфальц. 
Входит в состав района Майнц-Бинген. Подчиняется управлению Райн-Наэ.  Население составляет 861 человек (на 31 декабря 2010 года). Занимает площадь 8,38 км².
Коммуна подразделяется на 3 сельских округа.